# Капаклія (Кантемірський район)
Капаклія (рум. Capaclia) — село в Кантемірському районі Молдови. Адміністративний центр однойменної комуни.

## Населення
За даними перепису населення 2004 року у селі проживали 2140 осіб.
Національний склад населення села:
| Національність | Кількість осіб |
| -------------- | -------------- |
| молдавани      | 2095           |
| румуни         | 16             |
| росіяни        | 9              |
| гагаузи        | 6              |
| українці       | 6              |
| болгари        | 5              |
| інші           | 3              |
| Всього         | 2140           |